# 夢乃あいか
夢乃 あいか（ゆめの あいか、1994年8月26日 - ）は、日本のAV女優。テスター所属。

## 略歴
2013年3月にイメージDVDでデビューし、同年5月にアダルトビデオメーカー・エスワンの専属女優としてAVデビューした小柄で巨乳のAV女優。2023年時点では専属10年目を迎え、エスワン専属女優としては最古参キャリアを持つ。
バスト79でありながらGカップというはかなげな印象とスタイルのギャップでデビュー作がヒット。販促の等身大ポップが全国TSUTAYAグループに置かれたことで同級生に職がばれ、以降は友人にもオープンにしている。
2019年、吉沢明歩の引退以降はS1専属女優一の古株となる。
2020年6月、グラフィスが選ぶヌード美女10人の一人に選出され、週刊ポストに撮りおろしグラビアが掲載された。2020年12月に発表された「FLASH 2020年現役最強セクシー女優BEST100」読者投票・第31位。
2021年8月発表「読者300人が選んだFLASH 2021セクシー女優ランキング」読者投票26位。
2024年1月には、2023年11月を最後に活動していないことが台湾のニュースサイト「COOL-STYLE 潮流生活網」で報道された。一方、2024年3月発売の集英社『週刊プレイボーイ』のメーカー特集ではエスワン最長専属女優と紹介された。
同年8月19日週FANZA通販フロアランキングにて、約9か月ぶりの作品、『AV女優が300日セックスも撮影もしなかった結果、舌と舌が触れた瞬間おま●こ大洪水 我を忘れて10代の頃みたいに腰振りまくったケダモノSEX旅行 夢乃あいか』が初登場6位となる。2024年8月19日週FANZA動画フロアランキングにて、同作が2位にランクイン。
同年12月23日週FANZA通販フロアランキングにて、『夢乃あいかの本物キメセク 870日ぶりの媚薬漬けで敏感・性欲増強ボディは宙に浮くほどエビ反り絶頂 ノンストップ完全トリップ性交 夢乃あいか』が初登場6位ランクイン。
2025年6月16日週FANZA通販フロアランキングにて、『素人ファン乳ぶっかけ感謝祭 夢乃あいかの神おっぱいで射精しまくれ！発射数が多ければご褒美セックス』が初登場10位。同年6月度FANZA動画フロア月間AV女優ランキング8位。

## 人物
- 高校入学時点では胸のサイズはBカップだったが、卒業時はGカップ。なお、デビューからの6年で最も受けた質問は「いつから胸が大きくなったか」である[13]。
- 趣味は食事・ウィンドウショッピング・ピアノ。
- 撮影現場では潮吹き演出のため刀豆茶を愛飲している[14]。
- 顔立ちとスタイルから「都会派スタイリッシュ」[15]と称され、農家が舞台設定の作品でも都会から来たという設定が後付けられたことがある。
- 初体験は高校時代。デビュー時の経験人数は3人。
- 芹野莉奈と交友があり、度々SNSに登場している。

## 作品

### アダルトDVD

#### 2013年
| 発売日   | タイトル                                             | 品番      | メーカー | 備考        |
| -------- | ---------------------------------------------------- | --------- | -------- | ----------- |
| 5月7日   | 新人NO.1 STYLE 夢乃あいか AVデビュー                 | SOE-927   | S1       | ※デビュー作 |
| 5月7日   | 新人NO.1 STYLE 夢乃あいか AVデビュー                 | 9SOE-927  | S1       | BD版        |
| 6月7日   | 初体験4本番スペシャル                                | SOE-941   | S1       |             |
| 7月7日   | 夢乃あいか、イキます。                               | SOE-957   | S1       |             |
| 8月7日   | バコバコ風俗NO.1指名 4時間スペシャル                 | SOE-972   | S1       |             |
| 9月7日   | 秘密捜査官の女 巨乳スパイを呑み込む淫虐の罠          | SOE-988   | S1       |             |
| 10月7日  | 交わる体液、濃密セックス                             | SNIS-006  | S1       |             |
| 11月19日 | ジャイアント家族に犯された小っちゃな姉妹 共演:奥田咲 | SNIS-036  | S1       |             |
| 11月19日 | ジャイアント家族に犯された小っちゃな姉妹 共演:奥田咲 | 9SNIS-036 | S1       | BD版        |
| 12月7日  | 夢乃あいかのSEXYチャンネル                           | SNIS-045  | S1       |             |

#### 2014年
| 発売日   | タイトル                                 | 品番      | メーカー | 備考        |
| -------- | ---------------------------------------- | --------- | -------- | ----------- |
| 1月7日   | 夢乃あいかがイクときの絶叫               | SNIS-067  | S1       |             |
| 2月7日   | 精子ちょうだい                           | SNIS-088  | S1       |             |
| 3月7日   | 日に焼けた肌                             | SNIS-108  | S1       |             |
| 4月7日   | ラブ♥キモメン                            | SNIS-127  | S1       |             |
| 5月7日   | 夢乃あいか S1ギリモザ 8時間ベスト        | ONSD-805  | S1       | ※初ベスト版 |
| 5月7日   | 夢乃あいか S1ギリモザ 8時間ベスト        | 9ONSD-805 | S1       | BD版        |
| 5月19日  | 夢乃あいかファン感謝祭 素人お宅訪問      | SNIS-155  | S1       |             |
| 6月19日  | 巨根ズボズボ                             | SNIS-175  | S1       |             |
| 7月19日  | あなたの職場で撮影します。               | SNIS-195  | S1       |             |
| 8月19日  | 世話好き過ぎて何でも聞いちゃう老人介護士 | SNIS-216  | S1       |             |
| 9月19日  | 下着モデルをさせられて…                  | SNIS-237  | S1       |             |
| 10月19日 | 美乳がポロリ                             | SNIS-258  | S1       |             |
| 11月19日 | 痴漢願望の女 巨乳女子大生編              | SNIS-279  | S1       |             |

#### 2015年
| 発売日   | タイトル                                                                         | 品番      | メーカー | 備考      |
| -------- | -------------------------------------------------------------------------------- | --------- | -------- | --------- |
| 4月19日  | 生理が始まる2日前のセックス                                                      | SNIS-392  | S1       |           |
| 5月19日  | 生保レディの枕営業                                                               | SNIS-413  | S1       |           |
| 6月19日  | 濡れてる体質 〜汗かきOLの悩み〜                                                  | SNIS-432  | S1       |           |
| 7月19日  | 夢乃あいかとノーパンノーブラデート                                               | SNIS-455  | S1       |           |
| 8月19日  | クレーム処理会社の女社長 土下座とカラダで解決します                              | SNIS-477  | S1       |           |
| 9月7日   | 夢乃あいか S1ギリモザ 8時間ベスト Vol.2                                          | ONSD-964  | S1       | ※ベスト版 |
| 9月7日   | 夢乃あいか S1ギリモザ 8時間ベスト Vol.2                                          | 9ONSD-964 | S1       | BD版      |
| 9月19日  | ポルチオ開発されたあの日から…                                                    | SNIS-501  | S1       |           |
| 10月19日 | おま○こ、くぱぁ。                                                                | SNIS-523  | S1       |           |
| 11月19日 | 大柄なバレー部員達の性処理マネージャーは小柄で隠れ巨乳のいいなり娘。 あいか149cm | SNIS-546  | S1       |           |
| 12月19日 | エグい程の肉感AV 乳・尻・結合が目前に迫る特殊映像＆徹底ローアングル              | SNIS-568  | S1       |           |

#### 2016年
| 発売日   | タイトル | 品番      | メーカー | 備考      |
| -------- | --- | --------- | -------- | --------- |
| 1月19日  | 無意識に男を挑発する着衣巨乳                                                                                        | SNIS-588  | S1       |           |
| 2月19日  | スーパー黄金比BODYコスプレイヤー 発射まで着たまま5変身SEX                                                           | SNIS-608  | S1       |           |
| 3月19日  | 1ヵ月間セックスもオナニーも禁止されムラムラ全開でアドレナリン爆発! 痙攣しまくり性欲剥き出しFUCK                     | SNIS-628  | S1       |           |
| 4月19日  | 解禁 真正生中出し                                                                                                   | SNIS-645  | S1       |           |
| 5月19日  | 下半身タッチも絶対NGの健全おっパブ店なのにイイ娘過ぎてこっそり本番までヤラせちゃう2人の人気ハメ専巨乳嬢 共演:奥田咲 | SNIS-659  | S1       |           |
| 6月19日  | 完全緊縛されて無理やり犯された巨乳女子大生                                                                          | SNIS-677  | S1       |           |
| 7月19日  | 最初はもの凄い亀頭なぶり、焦らし尽くして暴発寸前の超敏感チ●ポを、最後はパイズリでもの凄い大量挟射!!                 | SNIS-697  | S1       |           |
| 8月19日  | お父さんと9人の兄弟、男だらけの絶倫遺伝子大家族! 一家の面倒を見る健気な妹の朝から晩まで一日中連続セックス性活       | SNIS-717  | S1       |           |
| 9月19日  | どこでも出張風俗デリバリー！街行く男性を逆ナンパしてGcup夢乃あいかがご奉仕風俗プレイしちゃいます！                  | SNIS-736  | S1       |           |
| 10月25日 | うねる細腰、極・クビレ映像V                                                                                         | SNIS-756  | S1       |           |
| 11月25日 | 常に全身ローションだっくだくのご奉仕ぬるぬる爆乳ランジェリーメイド                                                  | SNIS-779  | S1       |           |
| 12月13日 | 夢乃あいか S1ギリモザ8時間ベストVol.3                                                                               | OFJE-089  | S1       | ※ベスト版 |
| 12月13日 | 夢乃あいか S1ギリモザ8時間ベストVol.3                                                                               | 9OFJE-089 | S1       | BD版      |
| 12月25日 | おしっこ解禁 失禁・大洪水スペシャル                                                                                 | SNIS-804  | S1       |           |

#### 2017年
| 発売日   | タイトル | 品番     | メーカー | 備考 |
| -------- | --- | -------- | -------- | ---- |
| 2月1日   | アナタ目線で揺らす･揉む･挟む 究極のフェティッシュ迫力おっぱいオナサポV | SNIS-829 | S1       |      |
| 3月1日   | 夢乃あいか×ガチ童貞7名 超濃厚筆おろしサポート180分 | SNIS-853 | S1       |      |
| 4月1日   | チャイナドレスの夢乃あいかがヤレるエステサロンで悩殺＆誘惑し…! | SNIS-876 | S1       |      |
| 5月1日   | 図書館で声も出せず、抵抗もできない状況で痴漢されて…。 | SNIS-900 | S1       |      |
| 5月25日  | いつもガラス越しにムギュッと胸を押しつけ誘惑してくる巨乳娘 | SNIS-922 | S1       |      |
| ６月25日 | 撮リアルドキュメント！密着22日、夢乃あいかのプライベートを激撮し、スタイリストを装ったイケメンナンパ師に引っ掛かって、SEXまでしちゃった一部始終                              | SNIS-945 | S1       |      |
| 8月1日   | 超圧迫Hcupパイズリ 31連射させるノンストップ爆乳大乱交 夢乃あいか | SNIS-969 | S1       |      |
| 9月13日  | わたし、成績が悪くて今日も学校で固定されています。 | SNIS-991 | S1       |      |
| 10月7日  | 泥酔NTR夏合宿 女子大生の巨乳の彼女がサークルのイベント旅行でイッキ酒を飲まされてノリノリで男達のチ●ポを咥えハメまくっていたDVD見てウツ勃起 夢乃あいか 共演：咲坂花恋、蒼あん | SSNI-013 | S1       |      |
| 11月1日  | パイパン解禁!無毛スレンダー爆乳ボディ初剃毛フェティッシュ映像V | SSNI-035 | S1       |      |
| 11月25日 | びしょ濡れノーブラ巨乳女子校生 濡れ透けピンク乳首の誘惑 | SSNI-058 | S1       |      |

#### 2018年
| 発売日   | タイトル                                                                                            | 品番      | メーカー | 備考      |
| -------- | --------------------------------------------------------------------------------------------------- | --------- | -------- | --------- |
| 1月1日   | 完全従順パイズリ専用Hカップ爆乳ご奉仕メイド                                                         | SSNI-080  | S1       |           |
| 2月7日   | 夢乃あいか S1 8時間ベスト Vol.4                                                                     | OFJE-135  | S1       | ※ベスト版 |
| 2月7日   | 夢乃あいか S1 8時間ベスト Vol.4                                                                     | 9OFJE-135 | S1       | BD版      |
| 2月7日   | 最高級風俗マンションへようこそ 夢乃あいかの密着性感テクニック 150分フルコース                       | SSNI-105  | S1       |           |
| 3月7日   | 夢乃あいかファン感謝祭 爆乳AVアイドル×一般ユーザー22人 ‘生おっぱいで超快感体験’ハメまくりスペシャル | SSNI-131  | S1       |           |
| 4月1日   | 大乱交!! チ●ポ24本VS夢乃あいか 常に肉棒を求めてイカセ合うノンストップ25連発 超乱交スペシャル        | SSNI-156  | S1       |           |
| 4月19日  | 人生最高のエッロいハプニング! 超ラッキーな全裸シチュエーション                                      | SSNI-181  | S1       |           |
| 5月1日   | 押しに弱くてイヤだと言えない制服少女とエロ整体師                                                    | SSNI-208  | S1       |           |
| 6月19日  | 性感帯のおっぱいを焦らして焦らしてじ～っくり愛撫したあとの乳性感セックス                            | SSNI-232  | S1       |           |
| 7月19日  | Hカップ制服少女 強・制・連・結 爆乳揉みまくり満員痴漢車両                                           | SSNI-257  | S1       |           |
| 8月19日  | 巨乳少女を脱がさずハメまくる着衣おっぱいぶるんぶるん性交                                            | SSNI-283  | S1       |           |
| 9月19日  | 優し過ぎて本番までご奉仕ハッスル!! Hcupプルプルおっパブ嬢                                           | SSNI-304  | S1       |           |
| 10月19日 | 嫌だと言えない文学女子を声も出せない状況でひたすらサイレントレ○プ                                   | SSNI-325  | S1       |           |
| 11月19日 | 世話焼き職業女子の献身的な超密着おっぱい尽くし                                                      | SSNI-347  | S1       |           |
| 12月19日 | スク水マニアに狙われて... 夢乃あいか 粘着ストーカーの狂気的な盗撮に全て晒された制服少女             | SSNI-368  | S1       |           |

#### 2019年
| 発売日   | タイトル                                                                                              | 品番      | メーカー | 備考               |
| -------- | --- | --------- | -------- | ------------------ |
| 1月19日  | 隣に住む引きこもりの幼馴染に私、毎日アニコスを着させられて...                                         | SSNI-391  | S1       |                    |
| 2月7日   | 夢乃あいか デビュー5周年記念ベスト 最新12タイトル8時間スペシャル                                      | OFJE-184  | S1       | ※ベスト版          |
| 2月7日   | 夢乃あいか デビュー5周年記念ベスト 最新12タイトル8時間スペシャル                                      | 9OFJE-184 | S1       | BD版               |
| 2月19日  | 軽蔑のまなざしでパンチラしてもらいたい。                                                              | SSNI-412  | S1       |                    |
| 3月7日   | 初回生産10,000個限定BOX S1 PRECIOUS GIRLS 2019 15th Anniversary DVD6枚組24時間プレミアムBOX           | OFJE188   | S1       | 撮り下ろし＋総集編 |
| 3月7日   | S1 PRECIOUS GIRLS 2019 15th Anniversary DVD6枚組24時間プレミアムBEST                                  | OFJE195   | S1       | 撮り下ろし＋総集編 |
| 3月19日  | M男を悦ばす強制チクズリ大量挟射 全7コーナー新感覚パイズリ                                             | SSNI-435  | S1       |                    |
| 4月19日  | 過ちを繰り返し、また犯される事を期待している私                                                        | SSNI-455  | S1       |                    |
| 5月19日  | 嫌いな男を敢えて痴女ってセックスで犯す女                                                              | SSNI-475  | S1       |                    |
| 6月19日  | 死ぬほど大嫌いな義父のベロキスに堕とされて あなたが酔い潰れている横で、毎日お義父さんに犯されています | SSNI-496  | S1       |                    |
| 7月19日  | 裸よりエロいと噂の高級ランジェリーサロン                                                              | SSNI-519  | S1       |                    |
| 8月19日  | 父親と義父 二人の父に犯されて 身内に一生犯され続ける運命のワタシ...                                   | SSNI-545  | S1       |                    |
| 9月19日  | ノーブラHカップおっぱいで全力アピールしてくる彼女の巨乳妹と誘惑に負けちゃう最低な僕。                 | SSNI-568  | S1       |                    |
| 10月13日 | 卑猥ボディ夢乃あいかが人生で一番スケベになったガチ性癖さらけ出し性交                                  | EBODｰ716  | E-BODY   |                    |
| 10月13日 | 卑猥ボディ夢乃あいかが人生で一番スケベになったガチ性癖さらけ出し性交                                  | 9EBOD-716 | E-BODY   | BD版               |
| 10月19日 | 身動き取れない男を強制的に連続射精させる逆レ×プ痴女                                                   | SSNI-592  | S1       |                    |
| 11月19日 | 小柄で色白巨乳な彼女が巨漢先輩の圧迫馬乗りプレス性交で寝取られ快楽堕ち                                | SSNI-620  | S1       |                    |
| 12月19日 | 絶・対・領・域 ハリのあるムチムチ太ももで無意識に誘惑 着衣巨乳ニーハイ美少女                          | SSNI-646  | S1       |                    |

#### 2020年
| 発売日   | タイトル | 品番      | メーカー | 備考      |
| -------- | --- | --------- | -------- | --------- |
| 1月19日  | 親友が出張で不在の間、親友の彼女と朝から晩までひたすらハメまくった72時間の記録                                                  | SSNI-676  | S1       |           |
| 2月7日   | 夢乃あいか 最新13タイトル完全コンプリート8時間ベスト                                                                            | OFJE-232  | S1       | ※ベスト版 |
| 2月7日   | 夢乃あいか 最新13タイトル完全コンプリート8時間ベスト                                                                            | 9OFJE-232 | S1       | BD版      |
| 2月19日  | ボクらのマネージャーは常に全身ローションまみれでご奉仕してくれるぬるぬる爆乳マネージャー                                        | SSNI-705  | S1       |           |
| 3月19日  | 全裸のままマキシワンピースを着させられて…                                                                                       | SSNI-732  | S1       |           |
| 4月19日  | 今年もスク水マニアに狙われて… 本気になった変態ストーカーの歪んだ愛情の犠牲になった巨乳少女                                      | SSNI-758  | S1       |           |
| 5月19日  | ド田舎の夏はヤルことがなくて隣の農家の巨乳奥さんの誘惑に乗っかり毎日じっとり汗だく交尾                                          | SSNI-782  | S1       |           |
| 6月19日  | 巨乳上司と童貞部下が出張先の相部屋ホテルで…いたずら誘惑を真に受けた部下が10発射精の絶倫性交                                     | SSNI-804  | S1       |           |
| 7月19日  | セックス大好き夢乃あいかのエロスが遂に覚醒し何度もひたすら絶頂・痙攣を繰り返す絶倫パーフェクトボディ                            | SSNI-828  | S1       |           |
| 8月19日  | 緊縛NTR 資産家を装った縄師の巧みな誘導に堕ちた巨乳若妻                                                                          | SSNI-847  | S1       |           |
| 9月19日  | 深夜23時、終電逃し出張先のポツンと一軒宿で嫌いな上司と相部屋に…。 絶倫中年オヤジにひたすらイカされ続け気がつけば朝になっていた… | SSNI-867  | S1       |           |
| 10月19日 | ガチの制服ストーカー魔は豪雨を狙ってじっとり犯す                                                                                | SSNI-890  | S1       |           |
| 11月17日 | 夢乃あいか7周年50本番 | OFJE-283  | S1       | ※ベスト版 |
| 11月17日 | 夢乃あいか7周年50本番 | 9OFJE-283 | S1       | BD版      |
| 11月19日 | 僕はただ寝ているだけ… 上品淫語でじっくりネットリ焦らしながら射精管理してくれる巨乳エステサロン                                  | SSNI-918  | S1       |           |
| 12月19日 | 毎日、朝のゴミ出し時間にすれ違う隙だらけ浮きブラ女子大生をその場で即ハメ                                                        | SSNI-941  | S1       |           |

#### 2021年
| 発売日   | タイトル | 品番      | メーカー   | 備考      |
| -------- | --- | --------- | ---------- | --------- |
| 1月19日  | ※台本一切無し！！ハメ撮り！すっぴん！何でもアリ！ 夢乃あいかのスケベ本性剥き出しSEX！！ ガチで二人きりの温泉旅行でヤリまくった生々しすぎる超レアなエロス200％動画 | SSNIｰ965  | S1         |           |
| 2月19日  | 巨乳エリート囮捜査官 天才研究員の開発した発情媚薬に堕ちて | SSNIｰ990  | S1         |           |
| ３月19日 | 愛する夫のために人妻が風俗に陥った理由 ～私、あなたが好きだから見知らぬ男に抱かれます…～                                                                          | SSIS-014  | S1         |           |
| 4月7日   | 夢乃あいか8周年メモリアルベスト S1出演作全89タイトル16時間SP | OFJE-306  | S1         | ※ベスト版 |
| 4月7日   | 夢乃あいか8周年メモリアルベスト S1出演作全89タイトル16時間SP | 9OFJE-306 | S1         | BD版      |
| 4月19日  | ルール無用の完全オフ！これがずっと見たかった夢乃あいかの素顔！2ヶ月間に及ぶハメ撮り同棲ドキュメント                                                               | SSIS-039  | S1         |           |
| 5月19日  | 隣の団地妻がベランダにパンティを干す昼下がりは旦那不在のサインです。                                                                                              | SSIS-064  | S1         |           |
| 6月19日  | 夢乃あいかのPLATINUM SOAP | SSIS-090  | S1         |           |
| 7月13日  | 溜池ゴロー15周年YEARコラボ第6弾 兄の前では冷たいお義姉さんと実はセフレのツンデレ同居生活                                                                          | MEYDｰ685  | 溜池ゴロー |           |
| 7月19日  | 一ヶ月間の禁欲の果てに彼女の親友と僕が浮気SEXだけに没頭した彼女不在の2日間。                                                                                      | SSIS-118  | S1         |           |
| 8月13日  | 向かいに越してきた隣人OLの絶倫セックスに溺れた僕 | SSIS-146  | S1         |           |
| 9月24日  | 上司が出張で不在中、上司の妻とめちゃくちゃハメまくった3日間。 | SSIS-183  | S1         |           |
| 10月26日 | 生ダラハメ姦 細胞レベルで満たされる超絶頂3本番 | SSIS-213  | S1         |           |
| 11月24日 | アナタの五感を刺激する夢乃あいかのシコシコサポートラグジュアリー 脳をエロスで満たす5つの癒され勃起シチュエーション                                                | SSIS-243  | S1         |           |
| 12月28日 | ４K機材撮影×夢乃あいか 純白美ボディを細胞レベルで視姦する 肉感インパクト超密接ディスタンスV                                                                       | SSIS-272  | S1         |           |
| 12月28日 | ４K機材撮影×夢乃あいか 純白美ボディを細胞レベルで視姦する 肉感インパクト超密接ディスタンスV                                                                       | 9SSIS-272 | S1         | BD版      |

#### 2022年
| 発売日   | タイトル | 品番      | メーカー | 備考                                                                 |
| -------- | --- | --------- | -------- | -------------------------------------------------------------------- |
| 1月25日  | 教師としてあるまじき、純愛。 | SSIS-301  | S1       |                                                                      |
| 2月22日  | 今日これから乳首だけでイッてみない？ノリノリな夢乃あいかがM男君を徹底チクシャッドキュメント                                             | SSIS-327  | S1       |                                                                      |
| 2月22日  | 今日これから乳首だけでイッてみない？ノリノリな夢乃あいかがM男君を徹底チクシャッドキュメント                                             | 9SSIS-327 | S1       | BD版                                                                 |
| 3月22日  | 台本・演出一切ナシ！130分完全ノーカット 9発射精させても止まらないノンストップ1発撮りセックス                                            | SSIS-353  | S1       |                                                                      |
| 3月22日  | 台本・演出一切ナシ！130分完全ノーカット 9発射精させても止まらないノンストップ1発撮りセックス                                            | 9SSIS-353 | S1       | BD版                                                                 |
| 4月12日  | 夢乃あいか 9周年 最新12タイトル全50コーナー完全コンプリート8時間                                                                        | OFJE356   | S1       | ※ベスト版                                                            |
| 4月12日  | 夢乃あいか 9周年 最新12タイトル全50コーナー完全コンプリート8時間                                                                        | 9OFJE356  | S1       | BD版                                                                 |
| 4月26日  | 五体で感じる絶頂革命 人生最大にキマる肢体FUCK                                                                                           | SSIS-380  | S1       |                                                                      |
| 5月24日  | こんな爆乳に挟まれたい…男はそのパイズリに我慢できない。チ●ポをトロットロにするおっぱいビッチ                                            | SSIS-407  | S1       |                                                                      |
| 5月27日  | AV最高峰-S級GIRLS GROUP エスワンキャンペーン                                                                                            | WICP-005  | S1       | S1 NO.1 STYLE専属女優による撮り下ろし映像を収録したキャンペーンDVD。 |
| 6月28日  | 童貞を1ヶ月でセックス中毒にさせちゃう神対応ご奉仕＆凄エロテク満載！夢乃あいかの筆おろし同棲ドキュメント                                 | SSIS-435  | S1       |                                                                      |
| 7月26日  | 「えっ、終電なくなっちゃった！？ウチ泊めてあげよっか？」バイト先の美人店長の誘いに乗ったらすっぴんと無防備な部屋着に僕は理性が吹っ飛び… | SSIS-463  | S1       |                                                                      |
| 8月23日  | 媚薬キメセク相部屋NTR 殺したいほど憎くて最高に相性抜群だった絶倫元彼にハメられて…                                                       | SSIS-494  | S1       |                                                                      |
| 9月28日  | 夫の存在を感じながら義父と途方もなく密着し濃厚に求め合った7日間                                                                         | SSIS-526  | S1       |                                                                      |
| 10月25日 | 見た目もセックスも最高な愛人とハメ狂うお泊まり温泉不倫旅行                                                                              | SSIS-555  | S1       |                                                                      |
| 11月22日 | 神乳密着・濃厚ベロキス・耳元囁き 彼女の親友のトリプル誘惑に過去最高の射精へ導かれた僕                                                   | SSIS-582  | S1       |                                                                      |
| 11月22日 | 神乳密着・濃厚ベロキス・耳元囁き 彼女の親友のトリプル誘惑に過去最高の射精へ導かれた僕                                                   | 9SSIS-582 | S1       | BD版                                                                 |
| 12月27日 | あんなに嫌がっていた妻が町内会キャンプにどハマりした中年オヤジとの衝撃的なネトラレ輪姦映像                                              | SSIS-648  | S1       |                                                                      |
| 12月27日 | あんなに嫌がっていた妻が町内会キャンプにどハマりした中年オヤジとの衝撃的なネトラレ輪姦映像                                              | 9SSIS-648 | S1       | BD版                                                                 |

#### 2023年
| 発売日   | タイトル                                                                                               | 品番      | メーカー | 備考      |
| -------- | --- | --------- | -------- | --------- |
| 2月28日  | 皆まで脱がさず卑猥コスチュームおっぱいを堪能できる神乳ポロリ悩殺パイズリマニアック風俗店               | SSIS-601  | S１      |           |
| 2月28日  | 皆まで脱がさず卑猥コスチュームおっぱいを堪能できる神乳ポロリ悩殺パイズリマニアック風俗店               | 9SSIS-601 | S１      | BD版      |
| 3月28日  | シナリオのないありのままの夢乃あいか100％に包まれる 聖母パイズリ挟射性交                               | SSIS-623  | S１      |           |
| 4月25日  | M男クンのお宅に‘夢乃あいか’が緊急突撃！ アドリブ全開で痴女っちゃうHcupお姉さんの1日5発射精ドキュメント | SSIS-680  | S１      |           |
| 5月9日   | AVデビュー10周年記念作品夢乃あいかの10年分。109タイトル16時間BEST                                      | OFJE-408  | S１      | ※ベスト版 |
| 5月9日   | AVデビュー10周年記念作品夢乃あいかの10年分。109タイトル16時間BEST                                      | 9OFJE-408 | S１      | BD版      |
| 5月23日  | ハメシロ&Hcupおっぱい超揺れ＆汗感が鮮明に…汗×潮×涎 4K撮影 体液ダクダク禁欲絶頂エロス                   | SSIS-716  | S１      |           |
| 6月27日  | 回診10分間に巨乳ズリテクでちんちん看護！性処理特化おっぱいナース7コーナー10射精                        | SSIS-757  | S１      |           |
| 7月25日  | 自宅の防犯カメラに映っていたのは…白昼堂々とオトコ連れ込んで不倫セックスに溺れていた妻でした。          | SSIS-796  | S１      |           |
| 8月22日  | 兄嫁の無警戒すぎるノーブラ誘惑にモラル崩壊…禁断の乳房にむしゃぶり続けた3日間                           | SSIS-835  | S１      |           |
| 9月26日  | 声も出せない状況でこっそり射精させられちゃう肉感お姉さんの秘技、“おっぱい密着スローピストン”           | SSIS-871  | S１      |           |
| 10月24日 | 水着モデルをさせられて…興奮が忘れられず集団視姦にハマってしまった変態OL                                | SSIS-909  | S１      |           |
| 11月28日 | 「ねぇ、お風呂貸して…」巨乳同期のイヤラシイ濡れ髪と無防備おっぱいにオンナを感じてしまった僕は…         | SSIS-948  | S１      |           |

#### 2024年
| 発売日   | タイトル | 品番      | メーカー | 備考      |
| -------- | --- | --------- | -------- | --------- |
| 4月9日   | 日本一、いや世界一の美形巨乳 夢乃あいかのHカップを全方位で堪能する100の乳フェチ映像12時間スペシャル                                  | OFJE-559  | S１      | ※ベスト版 |
| 4月9日   | 日本一、いや世界一の美形巨乳 夢乃あいかのHカップを全方位で堪能する100の乳フェチ映像12時間スペシャル                                  | 9OFJE-559 | S１      | BD版      |
| 9月24日  | AV女優が300日セックスも撮影もしなかった結果、舌と舌が触れた瞬間おま●こ大洪水 我を忘れて10代の頃みたいに腰振りまくったケダモノSEX旅行 | SONE-430  | S１      |           |
| 10月22日 | AV女優歴11年で磨きをかけた超絶パイズリテクで挟射しまくるHcupおっぱい密着風俗嬢                                                       | SONE-336  | S１      |           |
| 11月26日 | いつも見下ろしてた身長148cmのミニカワ女上司に…跨られ、見下され、乳首責め騎乗位で何度もヌカれちゃう恥ずかしい僕。                     | SONE-452  | S１      |           |
| 12月24日 | 上司の奥さんが酔い潰れた上司を横目に巨乳と口づけでめちゃくちゃに僕を誘惑                                                             | SONE-497  | S１      |           |

#### 2025年
| 発売日  | タイトル | 品番      | メーカー | 備考      |
| ------- | --- | --------- | -------- | --------- |
| 1月28日 | 夢乃あいかの本物キメセク 870日ぶりの媚薬漬けで敏感・性欲増強ボディは宙に浮くほどエビ反り絶頂 ノンストップ完全トリップ性交                                              | SONE-541  | S1       |           |
| 2月25日 | 妻の学生時代を知らない俺は姪っ子の制服を盗み着していた妻の姿に異様な興奮を覚えて…5年ぶりに抱いた妻が最高すぎた                                                         | SONE-592  | S1       |           |
| 3月25日 | 幼なじみ姉妹の妹の方と付き合った僕の事を実はずっと好きだった姉が嫉妬に狂ってノーブラおっぱい誘惑                                                                       | SONE-640  | S1       |           |
| 4月22日 | ベテランAV女優が酒場で逆ナンパ！酔ってエロくなって一般人お持ち帰り企画がまさかの一晩で3人メンズ捕まえ、7発ヌキまくった、泥酔痴女モード突入で撮れ高もりもりドキュメント | SONEｰ684  | S1       |           |
| 5月28日 | wifi貸す代わりにおっぱいをただで使わせてくれる女友達 | SONEｰ722  | S1       |           |
| 6月24日 | 自宅エステサロンを開業したら…欲求不満な私は男性客の膨らんだイチモツに溺れていった                                                                                      | SONEｰ874  | S1       |           |
| 7月22日 | 素人ファン乳ぶっかけ感謝祭 夢乃あいかの神おっぱいで射精しまくれ！発射数が多ければご褒美セックス                                                                        | SONEｰ814  | S1       |           |
| 7月29日 | 花ざかりの円熟ミラクル巨乳 夢乃あいか AV12周年記念 最新12タイトル12時間ベスト                                                                                          | OFJE-0529 | S1       | ※ベスト版 |
| 7月29日 | 花ざかりの円熟ミラクル巨乳 夢乃あいか AV12周年記念 最新12タイトル12時間ベスト                                                                                          | 9OFJE-529 | S1       | BD版      |
| 8月26日 | 生おっぱい生おま●こ使って 手取り足取りSEXのやり方を教えてくれる優しくてエッチな保健室の先生                                                                            | SONEｰ849  | S1       |           |

### アダルトVR
※レーベルは全て「S1 VR」
| 発売日         | タイトル | 品番     | 備考 |
| -------------- | --- | -------- | ---- |
| 2017年10月6日  | 【長尺VR×S1】迫力VR空間で夢乃あいかのHカップBODYと濃密ヴァーチャルセックス!! | SIVR-009 |      |
| 2018年9月1日   | 彼女の妹のどストライクはまさかの僕!? 彼女の目を盗んで僕をこっそり大胆誘惑VR | SIVR-028 |      |
| 2019年8月9日   | HQVRでシリーズ化! 水着のキミが僕のモノになるんだね。スク水マニア粘着ストーカーVR | SIVR-049 |      |
| 2019年12月20日 | 下着モデルをさせられて… VR | SIVR-060 |      |
| 2020年6月5日   | 夢乃あいかを完全独占！人気AV女優が僕だけに見せる素顔＆イキ顔 最高の密着距離でひたすらSEXに没頭する究極同棲VR | SIVR-082 |      |
| 2020年9月18日  | ずぅ～っと優しい夢乃あいかのヨダレだらだら唾だっくだくキス・ベロチュー性交に身をゆだねるVR 唾液まみれのボクの チ○ポを弄び巨乳を揺らしながら感じまくる絶頂セックス                                                    | SIVR-093 |      |
| 2020年11月27日 | ノーブラHカップおっぱいで全力アピールしてくる彼女の巨乳妹と誘惑に負けちゃう最低な僕VR彼女に内緒で妹と2SEX！ドキドキハラハラ禁断性交！                                                                                | SIVR-100 |      |
| 2021年1月8日   | メンズエステVR 指名NO.1神乳セラピストがチ○ポがアホになるまでヌキヌキ極上ハンドジョブ・オイルパイズリ・膣デトックスで6連続ザーメン射精                                                                                | SIVR-108 |      |
| 2021年3月５日  | 俺色に調教した最高の愛人とヤりたい放題 Ｗ不倫 温泉密会デート | SIVR-119 |      |
| 2021年4月2日   | 夢乃あいか×天井特化×ナース あなたは寝てるだけ。神乳ド迫力アングル覆い被さり騎乗位スペシャル | SIVR-124 |      |
| 2021年6月17日  | 出張先で巨乳新入社員と相部屋逆NTR 見下し視線で連続8発も射精管理されちゃう絶倫痴女VR | SIVR-135 |      |
| 2021年7月16日  | 脳イキ絶頂！ASMR特化×おま●こ、くぱぁ。VR | SIVRｰ142 |      |
| 2021年9月1日   | 【壁ドン合体VR】迫る神乳！えっろい囁き声！友人や同僚に隠れて隅っこで大胆不敵セックス | SIVR-152 |      |
| 2021年10月12日 | 「急に大人になっちゃった！」下乳丸出しコンカフェで神乳ポロリ連発！？バレないようにこっそり声我慢セックス | SIVR-161 |      |
| 2021年11月19日 | 地面特化×夢乃あいか×NTRシチュエーション 童貞挑発を真に受け友人彼女を夜這い筆おろし 調子にノリすぎて四つん這いフェラ手コキでお仕置きされた僕。                                                                        | SIVR-168 |      |
| 2022年1月20日  | 「乳首犯して差し上げましょうか？」花魁ささやきチクビッ痴SIVR180 | SIVR180  |      |
| 2022年3月24日  | ママ代わりの姉のおっぱいにパフパフし続けて12年余り…乳離れできずギリギリまでおっぱいにしゃぶり続けた結婚前夜 | SIVR197  |      |
| 2022年5月12日  | 神出鬼没な夢乃あいかに逆痴漢されちゃうVR | SIVR207  |      |
| 2022年7月3日   | オトナの絶対領域 ニーハイ×ミニスカ×パンチラ 超至近距離でナマ太もも誘惑チラリズム | SIVR218  |      |
| 2022年9月27日  | コンプレックスまで愛してくれる僕をもっとダメにする超あま～い全肯定カノジョ | SIVR230  |      |
| 2023年2月28日  | 目の前の爆乳に挟まれたい…アナタはそのパイズリに我慢できない。チ●ポをトロットロにするおっぱいビッチVR | SIVR246  |      |
| 2023年3月28日  | 男子の憧れ！セクシーな保健室の先生に恋愛相談しているうちにエッチなレッスンが始まってそのまま筆おろし体験VR | SIVR250  |      |
| 2023年6月23日  | エッチ中ってあまり会話しないよね？ひたすら夢乃あいかとの濃密セックスに没頭する超生々しいプライベートSEX VR | SIVR268  |      |
| 2023年7月26日  | 巨乳でえっちぃと巷で有名な友達のお姉ちゃんが彼女に振られ仲間にバカにされていた僕を こっそり手招きして母性とおっぱいで包み込んで童貞卒業できるまで練習台になってくれた…VR                                             | SIVR276  |      |
| 2023年9月30日  | 「一緒にイクまで射精禁止だぞっ」ゆ～っくり焦らす射精管理から最後の最後にトップギア高速ピストン | SIVR294  |      |
| 2024年10月10日 | 巨乳インフルエンサーのSNS動画撮影スタッフになった僕は胸チラ、ポロリ乳首がエロすぎて股間もっこり ニヤニヤ顔で押し倒されてオフパコ体験                                                                                 | SIVR350  |      |
| 2024年12月3日  | バイト先の年上お姉さんが顔を真っ赤にしながら告白してきた。何度告白されても首を縦に振らなかったのにHcupおっぱい密着された瞬間に下心丸出しでOKした僕は経験豊富な柔包パイズリと杭打ち騎乗位にメロメロにされちゃいました | SIVR382  |      |
| 2025年5月26日  | 完全服従する俺専用メイドに弱点も性癖も曝け出して＜立場逆転＞罵倒調教されたい… | SIVR404  |      |

### イメージDVD
| 発売日         | タイトル                                         | 品番      | メーカー               | 備考 |
| -------------- | ------------------------------------------------ | --------- | ---------------------- | ---- |
| 2013年3月1日   | 『AV無理』                                       | MMND-083  | 未満                   |      |
| 2013年7月20日  | ドラスティックチャレンジ vol.9                   | DRVH-009  | ドラスティック         |      |
| 2014年3月28日  | Real X                                           | SBVD-0224 | 彩文館出版             |      |
| 2014年5月23日  | Cherry Picker                                    | DER-001   | INTEC Inc              |      |
| 2014年8月7日   | Aika あいどりーみん・夢乃あいか                  | REBD-075  | REbecca                |      |
| 2014年8月7日   | Aika あいどりーみん・夢乃あいか                  | REBDB-061 | REbecca                | BD版 |
| 2014年11月23日 | SWEET LOVER この胸のときめき                     | PRBY-001  | Precious Beauty        |      |
| 2015年5月28日  | SWEET LOVER この胸のときめき                     | PRBYB-001 | Precious Beauty        | BD版 |
| 2015年11月25日 | 爆乳ペット、夢乃あい                             | GASO-0065 | GARDEN                 |      |
| 2016年1月29日  | ヴィーナス・テルメ                               | SHMO-081  | オルスタックソフト販売 |      |
| 2016年3月31日  | COSPLAY×NATURAL MODE                             | PRBY-013  | Precious Beauty        |      |
| 2016年4月8日   | COSPLAY×NATURAL MODE                             | PRBYB-013 | Precious Beauty        | BD版 |
| 2017年3月25日  | 夢乃あいかが好きすぎて夢乃あいかが彼女になってた | DGRP-012  | GRAPHIS                |      |
| 2017年3月25日  | 夢乃あいかが好きすぎて夢乃あいかが彼女になってた | BGRP-012  | GRAPHIS                | BD版 |
| 2017年3月30日  | 湯けむり女ふたり旅/春菜はな 夢乃あいか           | SHMO-108  | オルスタックソフト販売 |      |
| 2018年5月25日  | ALL NUDE                                         | OAE-146   | Aircontrol             |      |

### アダルト配信
- 本家！モロ出しデカップ 夢乃あいか（2015年2月22日、デジタル・クライス）
- あいか（2018年1月1日、High SCENE）

## 出演

### ゲーム
- 新宿スカウトバトル（2019年12月2日、DMM GAMES）- メイド服空手家・夢乃あいか役[22]
- 戦国愛撫-CHIGIRI-（AV GAMES）- 武田信玄 役[23]
- 銀行マンの下剋上～バラ色人生を目指して～（2022年12月6日、AV GAMES、フュージョンプロジェクト）- モデル・夢乃あいか 役[24]
- 社長と美女たちの二重奏（2024年3月6日[25]、CREAM SOFT）- 心可憐 役[26]

## 書籍・製品

### 雑誌
- FRIDAY（フライデー）2015年 3/13 號（2015年2月27日、講談社）
- 増刊大衆 週刊大衆増刊 2014年 1/28 號（2013年12月、双葉社）

### 写真集
- 夢乃あいか1st.写真集「愛夢」（3000部限定愛蔵版）（2014年2月25日、彩文館出版、撮影：野川イサム）ISBN 978-4775605493
- 夢乃あいか写真集「素顔」（2014年11月12日、双葉社、撮影：福島裕二）ISBN 978-4575307818
- プレミアムヌードポーズブック 夢乃あいか（2020年12月25日、ジーオーティー、撮影：田村浩章）ISBN 978-4823601156
- Cosplay Fetish Book 夢乃あいか（2022年2月24日、ジーオーティー、撮影：田村浩章）ISBN 978-4823602931

### デジタル写真集
- 夢乃あいかデジタル写真集 本当にデカップ「たわわなGカップ♪」（2015年2月9日、pad、撮影：デジタル・クライス）ASIN B00T7E26DO
- private room vol.4 夢乃あいか（2015年5月8日、月刊デジタルファクトリー、撮影：宮下マキ）ASIN B00XH3A0ZW
- 夢乃あいかデジタル写真集 本当にデカップ「巨乳アイドル」（2015年2月16日、pad、撮影：デジタル・クライス）ASIN B00TIG944K
- 夢乃あいかデジタル写真集 本当にデカップ「巨乳アイドル」（2015年2月16日、pad、撮影：デジタル・クライス）ASIN B00TIG945E
- 夢乃あいかデジタル写真集「COSPLAY×NATURAL MODE」（2016年6月13日、DragonFlyBooks、撮影：インテック）ASIN B01H1CE190
- デジグラ・デラックス 夢乃あいか 001 (LOVEPOP) （2019年7月30日、デジグラ）ASIN B07VML6T48
- デジグラ・デラックス 夢乃あいか 002 (LOVEPOP) （2019年9月3日、デジグラ）ASIN B07X33CSF5
- デジグラ・デラックス 夢乃あいか 003 (LOVEPOP) （2019年9月25日、デジグラ）ASIN B07Y39NRZN
- デジグラ・デラックス 夢乃あいか 004 (LOVEPOP) （2019年10月8日、デジグラ）ASIN B07YP4NXV2
- デジグラ・デラックス 夢乃あいか 005 (LOVEPOP) （2019年10月24日、デジグラ）ASIN B07Z7PW7RP
- デジグラ・デラックス 夢乃あいか 006 (LOVEPOP) （2019年10月29日、デジグラ）ASIN 07ZJBD7Q3
- デジグラ・デラックス 夢乃あいか 007 (LOVEPOP) （2019年11月7日、デジグラ）ASIN B07ZT69DP4
- LOVEPOP デラックス 夢乃あいか 002（2020年3月3日、LOVEPOP）ASIN B08573SNTY
- LOVEPOP デラックス 夢乃あいか 003（2020年3月25日、LOVEPOP）ASIN B0863HYR8W

### WEB配信グラビア
- Graphis Gals No.320 Aika Yumeno 夢乃あいか『Dreamtime』（2014年3月7日、グラフィス）
- Graphis Gals 裏グラフィス Aika Yumeno 夢乃あいか（2014年6月4日、グラフィス）
- Graphis Gals No.341 Aika Yumeno 夢乃あいか（2015年1月5日、グラフィス）
- Graphis Limited Special Gallery Aika Yumeno 夢乃あいか（2015年3月9日、グラフィス）
- Graphis Gals Limited Edition Aika Yumeno 夢乃あいか（2017年3月、グラフィス）
- Graphis Gals Aika Yumeno『The Perfect』 vol 1-8（2019年8月、グラフィス）
- Graphis Gals Limited Edition Aika Yumeno 夢乃あいか（2020年3月27日、グラフィス）

### アダルトグッズ
- LAYERS 夢乃あいか（2014年1月25日、EXE）※非貫通オナホール
- JAPANESE REAL HOLE 淫 夢乃あいか（2019年11月24日、EXE）※非貫通オナホール
- PLAMAX Naked Angel 1/20 夢乃あいか（2020年8月29日、マックスファクトリー）※３Dプラモデル